# Escamat
Der Escamat ist ein Fluss in Frankreich, der im Département Landes in der Region Nouvelle-Aquitaine verläuft. Er entspringt unter dem Namen Ruisseau de Taringat im nordwestlichen Gemeindegebiet von Labrit, entwässert generell in westlicher Richtung durch den Regionalen Naturpark Landes de Gascogne und mündet nach rund 20 Kilometern im nordwestlichen Gemeindegebiet von Sabres als rechter Nebenfluss in die Eyre.

## Orte am Fluss
(Reihenfolge in Fließrichtung)
- Bas de Sabres, Gemeinde Sabres
- Sabres
- Marquèze, Gemeinde Sabres

## Sehenswürdigkeiten
- Écomusée de Marquèze – Freilichtmuseum in Marquèze, direkt am Flussufer[4]